# Bolest bronce
Bolest bronce ireverzibilan je korozijski proces do kojeg dolazi kod kontakta bakra ili njegovih slitina sa spojevima klora. Zahvaćena su mjesta tamno zelene ili praškaste svijetlo zelene boje, najčešći je izvor spojeva klora natrijev klorid. Prije se ovu pojavu nazivalo i rakom bronce, te zloćudnom patinom. U slučaju da se zahvaćene predmete ne tretira može doći do potpunog uništenja istih. Kod zahvaćenih predmeta je moguć prijenos ovog procesa i na druge predmete. Najčešće se susreće kod arheoloških predmeta no može se javiti i na novijim predmetima poput skulptura postavljenih blizu mora.

## Reakcija
Proces počinje oksidacijom bakra:
(1) Cu − e → Cu+
Ovaj pak nadalje reagira s kloridnim ionom, rezultat reakcije je netopiva bijelo obojena sol bakar klorida:
(2) Cu+ + Cl- → CuCl
Klorid bakra pak reagira s vlagom prisutnom u zraku te kisikom, rezultat je zeleni spoj bakar klorida i hidroksida te kloridne kiseline:
(3) 4 CuCl + 4 H2O + O2 → CuCl2·3 Cu(OH)2 + 2 HCl
Kiselina potom nagriza sam metal, što rezultira dodatnim stvaranjem bakar klorida:
(4) 2 Cu + 2 HCl → 2 CuCl + H2
Dalje se reakcija odvija kao pod 3.

## Tretman i prevencija
Prvo se predmet temeljito isušuje. Bez vode rekcija prestaje. No u slučaju ponovnog izlaganja vlazi zraka iznad 35 % proces se ponovo aktivira.

### Površinska obrada zahvaćenih mjesta
Od suštinske je važnosti uklanjanje klorida. Nakon što iste uklonimo predmete treba kemijski obraditi. Jedan od korištenih postupaka je obrada u otopini natrijeva seskvikarbonata (2 – 5 %). Koristiti treba samo destiliranu vodu. Umjesto seskvikarbonata može se koristiti i natrijev karbonat, taj postupak ne mijenja boju patine. Predmete treba čuvati na suhom mjestu te ih periodički kontrolirati, kako bi odmah reagirali na reaktivaciju procesa. Proces je razmjerno dugotrajan, a može doći i do promjene boje patine.

### Dubinski orijentiran postupak
Kod predmeta kod kojih su kloridi prodrli u dublje slojeve postupak je složeniji. Predmet prvo isušimo acetonom te ga obradimo otopinom benzotriazola u etanolu. Nekada se u ove svrhe koristila i obrada srebrovim oksidom ili cink prahom, uz obavezno lakiranje i retuširanje obrađenih dijelova. Ruska literatura preporučuje korištenje alkalnih taninskih otopina ili otopinu amonijeva sulfida.
Kako je benzotriazol spoj štetan po zdravlje (po EU deklaraciji), danas ga se nastoji zamijeniti manje štetnim spojevima poput 4 metil imidazola. Zadnjih desetak godina u fazi ispitivanja su i inhibitori na biljnoj bazi, poput ekstrakta sjemena opuncije, duhana te kadulje. Najnovije rješenje ovog problema ispitivanje je primjene mikroskopskih gljiva (slični su postupci predloženi i za patiniranje bakra). Skupina talijanskih istraživača 2023. je godine predložila i postupak na bazi natrijevog oksalata i vapnenog mlijeka.

### Prevencija
Najčešće se koriste voskovi ili lakovi koji u svom sastavu imaju i benzotriazol, uz napomenu da se isti na teritoriju Europske unije označava kao štetan po zdravlje. Pohrana u prostoru ili ambalaži s vlažnošću zraka ispod 35 %. Vrlo vrijedne predmete čuvamo u posebnoj atmosferi, najčešće se koriste dušik i argon.

### Knjige
- Selwyn, L. 2004. Metals and corrosion – A handbook for conservation professional. Ottawa.

### Članci
- Frazer, W. “Ulcerative Disease of Bronze, or 'Bronze Cancroid.'” Journal of the Royal Society of Antiquaries of Ireland (1898): pp. 61–62.

- Огgап R. М. A New Treatment for „Bronze Dicease". — „The Museums Journal", 1961, v. 61, N, if, str. 54-^56.

- Ahrland, S, J Rawstorne. 'The stability of metal halide complexes in aqueous solutions: VII. The chloride complexes of copper(I).'

Acta Chemica Scandinavica
, 24 (1970): 157-172
- Oddy, W.A., M.J. Hughes. 'The stabilization of "active" bronze and iron antiquities by the use of sodium sesquicarbonate.'

Studies in Conservation
, 15 (1970): 183-189
- Angelucci, S., et al. 'Pitting Corrosion in Copper and Copper Alloys: Comparative Treatment Tests.'

Studies in Conservation
, 23, 4 (1978): 147-156
- Macleod, I. D. 'Bronze disease, an electrochemical explanation.'

AICCM Bulletin/ICCM Bulletin
, 7 (1981)
- Pain, S., Drayman-Weisser, T. 1987. "The use of sodium carbonate as a pre-treatment for difficult-tostabilize bronzes". In Recent advances in the conservation and analysis of artifacts. ed. J. Black.

London: Summer Schools Press. 105–108.
- MacLeod, I. D. 'Conservation of corroded copper alloys: a comparison of new and traditional methods for re-moving chloride ions.'

Studies in Conservation
, 32 (1987): 25-40.
- Sease, C. 'Benzotriazole: a review for conservators.'

Studies in Conservation
, 23 (1987): 76-85
- Pollard, A. M., R. G. Thomas, and P. A. Williams. 1992. “Copper Chloride System and

Corrosion, a Complex Interplay of Kinetic and Thermodynamic Factors.” In Dialogue|89: The
Conservation of Bronze Sculpture in the Outdoor Environment: A Dialogue among Conservators,
Curators, Engineering Scientists and Corrosion Engineers, edited by T. Drayman-Weisser, 123–
133. Houston, TX: ASTM.
- R., E. N. Lacoudre. 'La dechloruration des alliages cuivreux par electrolyse a faible polari-sation dans le sesquicarbonate de sodium.'

Studies in Conservation
, 36 (1991): 33-43.
- Sharma, V. C., et al. 'Zinc Dust Treatment: An Effective Method for the Control of Bronze Disease on Exca-vated Objects.'

Studies in Conservation
, 40, 2 (1995): 110-119.
- Uminski, M., V. Guidetti. 'The removal of chloride ions from artificially corroded bronze plates.'

Studies in Conservation
, 40 (1995): 274-278.
- Adriaens, A., et al. 'Insights into electrolytic stabilization with weak polarization as treatment for archaeological copper objects.'

Analytical and Bioanalytical Chemistry
, 387, 3 (2007): 861-868.
- Bozzini, B., B. Alemán, M. Amati, M. Boniardi, V. Caramia, G. Giovannelli, L. Gregoratti, and

M. Kazemian Abyaneh. 2017. “Novel Insights into Bronze Disease Gained by Synchrotron-Based
Photoelectron Spectroscopy, in Support of Electrochemical Treatment Strategies.” Studies in
Conservation 62 (8): 465-473
- Kurganov, N. 2018. “Possibility of laser application for bronze disease treatment.” Poster

presentation, Lacona XII, Paris, 10th-14th September 2018. (Proceedings to be published in
Studies in Conservation, http://lacona12.org/program  Arhivirana inačica izvorne stranice od 17. siječnja 2020. (Wayback Machine) accessed June 27, 2019).
- Frank,E.,Paulson,M., E. Snow,C., Londero,P. *A Preliminary Investigation into the Use of Laser Cleaning to Stabilize Bronze Disease,AIC 47th Annual Meeting - Research and Technical Studies Specialty Group Postprints, (2019): 133-160

- ,E.Joseph,N.Gutknecht: Stabilisation of Archaeological Copper Alloy Objects from Chloride Induced Active Corrosion with Beauveria bassiana ,Metal 2019. Conference proceedings,Neuchatel 2019.

- Струкова,Е.В. СРАВНЕНИЕ МЕТОДОВ СТАБИЛИЗАЦИИ АРХЕОЛОГИЧЕСКИХ ПРЕДМЕТОВ ИЗ МЕДНЫХ СПЛАВОВ НА ПРИМЕРЕ МОНЕТ ХЕРСОНЕСА ТАВРИЧЕСКОГО ,Kazanj 2021 . Археология Евразийских степей, (6), 315–324.

## Vanjske poveznice
- The Critical RH for the Appearance of “Bronze Disease” in Chloride Contaminated Copper and Copper Alloy Artefacts https://web.archive.org/web/20120917040629/http://www.e-conservationline.com/content/view/863/281/
- BRONZE DISEASE: A REVIEW OF SOME CHEMICAL PROBLEMS AND THE ROLE OF RELATIVE HUMIDITY http://cool.conservation-us.org/jaic/articles/jaic29-02-007_indx.html
- Protective treatments for copper alloy artworks: preliminary studies of sodium oxalate and limewater effectiveness against bronze disease https://link.springer.com/article/10.1007/s11356-022-24107-0